# Star Wars Outlaws
Star Wars Outlaws é um jogo eletrônico de ação e aventura desenvolvido pela Massive Entertainment e publicado pela Ubisoft sob a licença da Lucasfilm Games. O jogo é ambientado no universo da franquia Star Wars, durante o período entre os filmes The Empire Strikes Back e Return of the Jedi.

## Jogabilidade
Star Wars Outlaws é um jogo eletrônico de ação e aventura, jogado a partir de uma perspectiva de terceira pessoa, feito para um jogador e ambientado no universo de Star Wars. Situado em um mundo aberto, o jogo contará com elementos de furtividade e combate aberto, combate com veículos, batalhas espaciais e diálogos com múltiplas escolhas. Os eventos do jogo acontecem no período entre os filmes The Empire Strikes Back e Return of the Jedi. Os jogadores assumem o controle de Kay Vess (interpretada por Humberly González), uma vigarista fora da lei, e o seu companheiro Nix (interpretado por Dee Bradley Baker) enquanto "tentam um dos maiores assaltos já visto na Orla Exterior".

## Desenvolvimento
Em 13 de janeiro de 2021, a Ubisoft anunciou que um jogo Star Wars estava em desenvolvimento pela Massive Entertainment sob a licença da Lucasfilm Games. O jogo será focado na história e no mundo aberto. A Massive Entertainment começou a recrutar membros adicionais para sua equipe de desenvolvimento, em parte devido ao trabalho simultâneo sendo feito em Avatar: Frontiers of Pandora.
Um trailer cinematográfico foi revelado durante o Xbox Games Showcase em junho de 2023. No dia seguinte, dez minutos de gameplay foram revelados durante o evento Ubisoft Forward. O jogo tem previsão de lançamento em 2024 nas plataformas Microsoft Windows, PlayStation 5 e Xbox Series X/S. Ele está sendo feito com o motor de jogo Snowdrop. O desenvolvimento do jogo é liderado pelo diretor do jogo Mathias Karlson e pelo diretor criativo Julian Gerighty. Nikki Foy é a roteirista principal e Navid Khavari o diretor narrativo.
Gerighty disse que escolheu o período entre The Empire Strikes Back e Return of the Jedi porque seus colegas "são todos grandes fãs da trilogia original". Ele também disse que o cenário criou um ambiente ideal para um "vigarista estabelecido ou novato quebrar os dentes", pois criou um momento em que a Aliança Rebelde não "faz parte do cenário", o Império Galáctico está "tomando cada vez mais controle " e os sindicatos criminosos, por sua vez, estão "tomando mais poder".